# Grand Prix de Plumelec-Morbihan 2013
Il Grand Prix de Plumelec-Morbihan 2013, trentasettesima edizione della corsa e valida come evento dell'UCI Europe Tour 2013 categoria 1.1, si svolse il 25 maggio 2013 su un percorso totale di 182 km. Fu vinto dal francese Samuel Dumoulin, che giunse al traguardo con il tempo di 4h30'08" alla media di 40,42 km/h.
Al traguardo 84 ciclisti portarono a termine la gara.

## Squadre partecipanti
| N.      | Cod. | Squadra                      |
| ------- | ---- | ---------------------------- |
| 1-8     | SOJ  | Sojasun                      |
| 11-18   | ALM  | AG2R La Mondiale             |
| 21-28   | FDJ  | FDJ                          |
| 31-38   | VCD  | Vacansoleil-DCM              |
| 41-48   | BSE  | Bretagne-Séché Environnement |
| 51-58   | COF  | Cofidis, Solutions Credits   |
| 61-68   | EUC  | Team Europcar                |
| 71-78   | CJR  | Caja Rural                   |
| 81-88   | CRE  | Crelan-Euphony               |
| 91-98   | IAM  | IAM Cycling                  |
| 101-108 | BIG  | BigMat-Auber 93              |
| 111-118 | LPM  | La Pomme Marseille           |
| 121-128 | RLM  | Roubaix-Lille Metropole      |
| 131-138 | CCD  | Team Differdange-Losch       |
| 141-148 | RB3  | Rabobank Development Team    |
| 151-158 | WIL  | Vérandas Willems             |

## Ordine d'arrivo (Top 10)
| Pos. | Corridore          | Squadra        | Tempo    |
| ---- | ------------------ | -------------- | -------- |
| 1    | Samuel Dumoulin    | AG2R La Mond.  | 4h30'08" |
| 2    | Anthony Geslin     | FDJ            | s.t.     |
| 3    | Julien Simon       | Sojasun        | s.t.     |
| 4    | Arthur Vichot      | FDJ            | s.t.     |
| 5    | Yannick Martinez   | La Pomme Mar.  | s.t.     |
| 6    | Matthieu Ladagnous | FDJ            | s.t.     |
| 7    | Rémi Cusin         | IAM Cycling    | s.t.     |
| 8    | Armindo Fonseca    | Bretagne-Séché | s.t.     |
| 9    | Cyrille Patoux     | Roubaix        | s.t.     |
| 10   | Omar Fraile        | Caja Rural     | s.t.     |